# Света Троица (руска църква в Белград)
Вижте пояснителната страница за други значения на Руска църква.
Света Троица, позната още и като Руската църква, (на сръбски: Црква Свете Тројице или Руска црква; на руски: Церковь Святой Троицы) е православен храм на Руската православна църква в сръбската столица Белград. Руската църква се намира в близост до православния храм „Свети Марко“.
Цъквата е завършена през 1924 г. и е построена за нуждите на руските белогвардейски емигранти в Белград, които се установяват тук след края на Октомврийската революция.
Храмът е дело на архитект Валерий Сташевский. В основите на църквата е поставена буца пръст, донесена специално от Русия. В православния храм е погребан руският генерал Пьотър Врангел, водач на белогвардейското движение срещу болшевиките.
В църквата са съхранявани и бойни знамена от армията на Наполеон и османците, които са били пленени от руската армия. По-късно знамената са върнати в Русия.